# La teta asustada
La teta asustada (títol original en castellà: La teta asustada) és una pel·lícula peruana estrenada l'any 2009 i dirigida per Claudia Llosa. Es tracta d'una coproducció publica-privada catalana-peruana, en la qual hi van participar Televisió de Catalunya i l'Institut Català de les Empreses Culturals, i que té com a eix temàtic la reivindicació de la cultura quítxua. El 2009 va guanyar l'Os d'Or a la Berlinale. La pel·lícula es va doblar al català.

## Argument
Fausta (Magaly Solier) pateix de "mamella espantada", una malaltia que es transmet per la llet materna de dones maltractades durant l'època de conflictes armats al Perú (a l'obra no específica si el delicte va ser comès per grups armats insurgents o per les forces armades peruanes). Els infectats neixen sense ànima, perquè de l'ensurt es van amagar a la terra, i pateixen un terror atàvic que els aïlla per complet. Però Fausta amaga quelcom més; guarda un secret que no vol revelar, fins que la sobtada mort de la seva mare desencadenarà fets inesperats que transformaran la seva vida i la dels altres.

## Producció
Llosa, nascuda a Lima i resident a Barcelona, va elegir per protagonitzar la seva pel·lícula la cantant i actriu Magaly Solier, la qual ja va ser l'actriu principal de la seva òpera prima Madeinusa, premiada en nombrosos festivals. La principal llengua usada a l'obra és el quítxua, parla pròpia del grup majoritari amerindi del Perú, i tret característic de la seva cultura.

## Premis
- L'Os d'Or de la Berlinale 2009[3]